# Amoklauf in Heidelberg

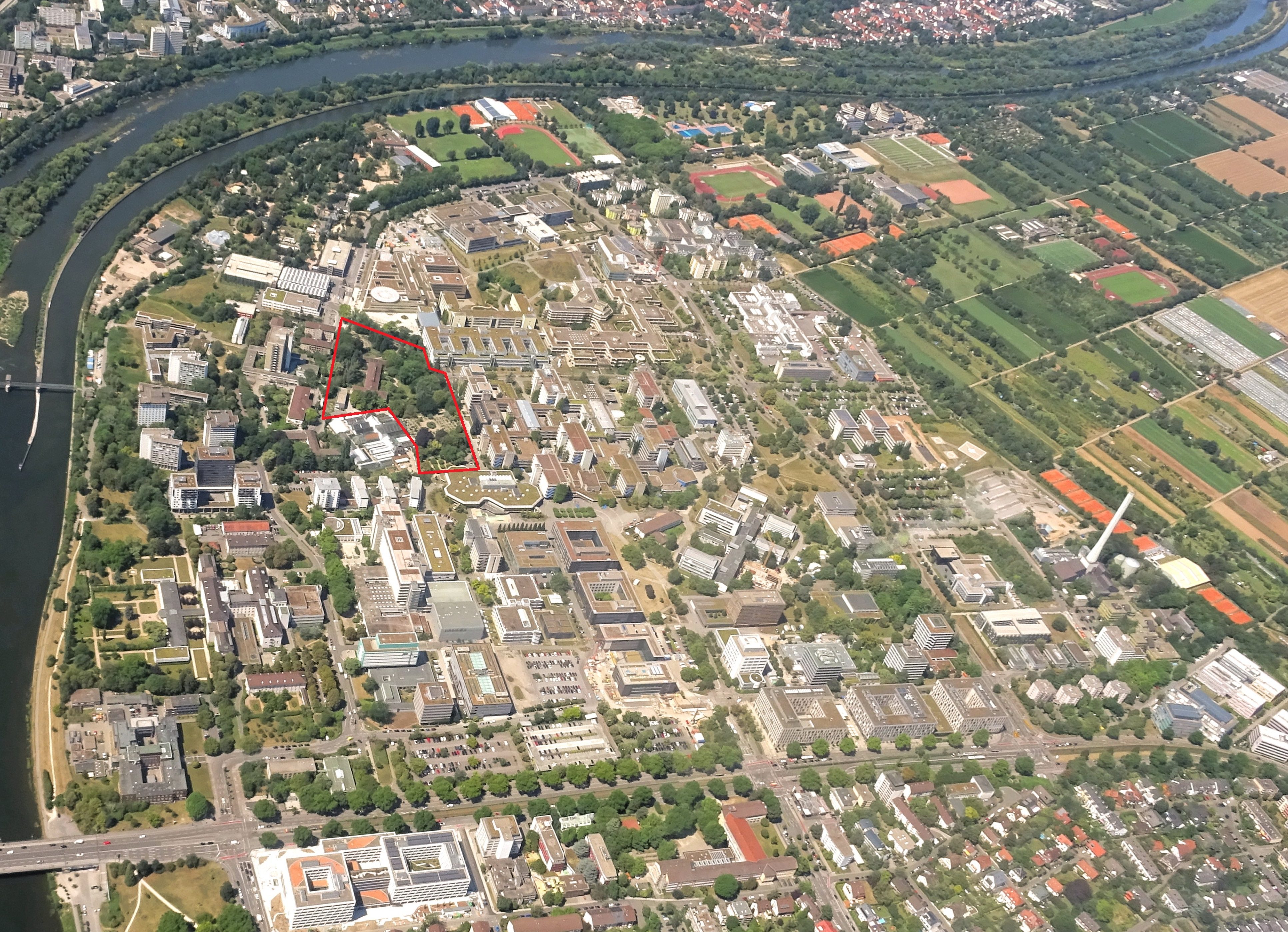
Campus „Im Neuenheimer Feld“, die Umrisse des Botanischen Gartens sind links der Mitte rot markiert

Der Amoklauf in Heidelberg war ein Amoklauf, der sich am 24. Januar 2022 in einem Hörsaal der Ruprecht-Karls-Universität in Heidelberg, Baden-Württemberg, ereignete. Dabei wurden eine 23-jährige Studentin getötet und drei weitere Studierende verletzt. Der 18-jährige Täter war ein Student der Biowissenschaften im ersten Semester, der  an paranoider Schizophrenie litt und sich die beiden Tatwaffen, eine Doppelflinte und eine Repetierwaffe, wenige Tage zuvor bei einem Händler in Wien gekauft hatte.

## Tathergang

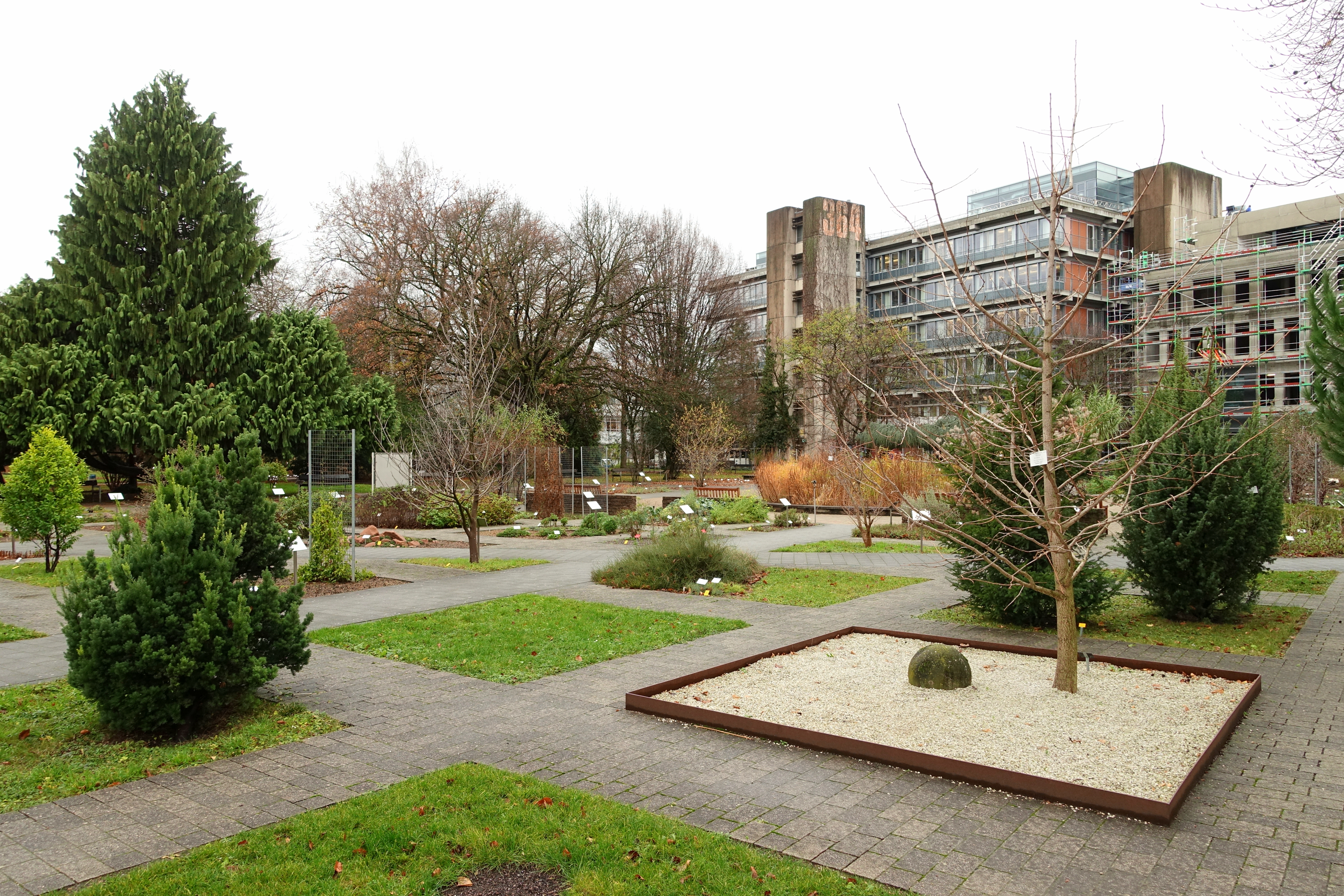
Botanischer Garten am Neuenheimer Feld

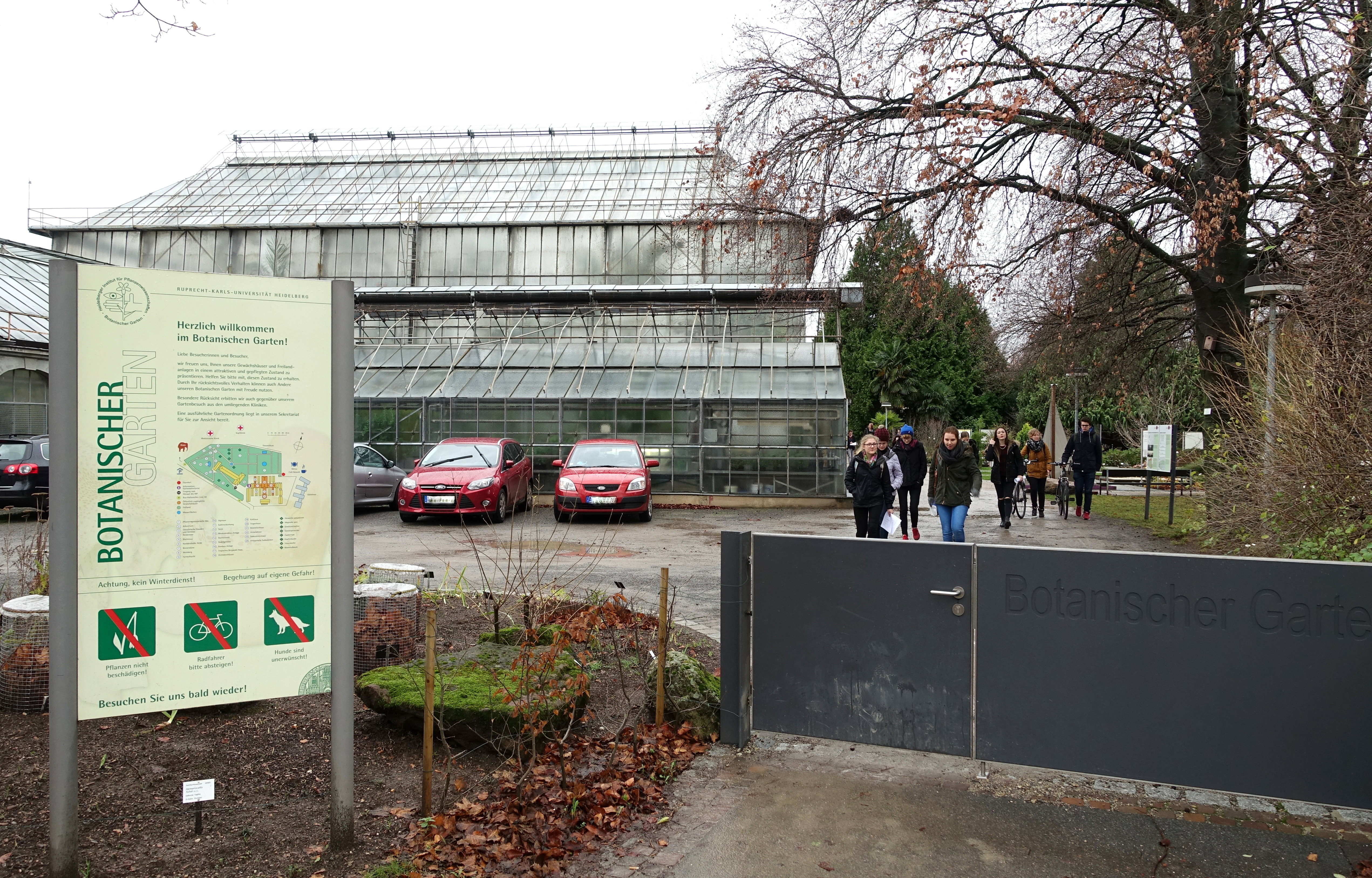
Eingang zum Botanischen Garten am Neuenheimer Feld

Der Täter trat gegen 12:20 Uhr mit einer Doppelflinte (Modell Churchill 512 des türkischen Herstellers Akkar), einem Unterhebelrepetierer (Modell 1892 des italienischen Produzenten Chiappa) und über 100 Schuss Munition bewaffnet in ein laufendes Tutorium für organische Chemie im Hörsaal des Gebäudes INF 360 am Campus Im Neuenheimer Feld der Universität ein. Im Hörsaal befanden sich zu diesem Zeitpunkt 30 Studierende des Erstsemesters. Kurz zuvor hatte er die Tat in einer WhatsApp-Nachricht an seinen Vater angekündigt und darin geäußert, dass „Leute jetzt bestraft werden müssen“ und dass er sich statt einer herkömmlichen Beerdigung eine Seebestattung wünsche, sagte Siegfried Kollmar, Präsident des Polizeipräsidiums Mannheim. Der Täter eröffnete das Feuer auf mehrere dort versammelte Studierende. Gegen 12:24 Uhr gingen innerhalb von 43 Sekunden sieben Notrufe bei der Polizeinotrufzentrale ein. Durch einen Schuss in den Kopf wurde eine 23-jährige Studentin tödlich verletzt. Drei weitere Studierende wurden leicht verletzt. Weitere Studierende machten unterdessen über WhatsApp-Gruppen auf die Schießerei aufmerksam und forderten darin auf, dass alle in die Gebäude gehen sollten, während im Universitätsgebäude selbst alle Türen der Vorlesungssäle von innen verschlossen wurden. Um 12:30 Uhr waren die ersten drei Polizeistreifen vor Ort. Der Vater des Täters alarmierte nach Erhalt der WhatsApp-Nachricht um 12:32 Uhr das Polizeirevier Heidelberg-Mitte.
Der Täter flüchtete, nachdem er insgesamt drei Schüsse abgegeben hatte, mit seinem Rucksack in den Außenbereich, bevor um 12:43 Uhr bewaffnete Einsatzkräfte den Hörsaal erreichten. Er tötete sich selbst im Botanischen Garten des Campus am Neuenheimer Feld, in dem er um 12:51 Uhr tot aufgefunden wurde.

## Opfer
Eine 23-jährige Studentin,  Marie-Luise Jung, die durch einen Kopfschuss schwer verletzt wurde, erlag am selben Tag ihren Verletzungen. Sie wurde in Landau in der Pfalz geboren, besuchte dort die Schule und machte auch dort ihr Abitur. Zuletzt wohnte sie in Heidelberg. Drei weitere Studierende, eine 19- und eine 20-jährige Frau und ein 20-jähriger Mann, wurden nach leichten Verletzungen durch die Schüsse im Krankenhaus behandelt und bis zum Folgetag entlassen.

### Marie-Luise-Jung-Preis
Das Rektorat  und die Organe der universitären Selbstverwaltung stifteten im Angedenken an die getötete Studentin den Marie-Luise-Jung-Preis, eine mit 1500 Euro dotierte Auszeichnung der Ruprecht-Karls-Universität Heidelberg, die jährlich an Masterexamens-Absolventinnen mit besonders herausragenden Leistungen im Fach der Biowissenschaften vergeben wird, und die die Promotion und damit den Verbleib in der Wissenschaft anstreben.

## Täter
Bei dem Täter handelte es sich um den aus Berlin-Wilmersdorf stammenden 18-jährigen Nikolai G., Student der Biowissenschaften im ersten Semester, der zuvor nicht polizeilich in Erscheinung getreten war und zurückgezogen in einer einfachen Studentenwohnung in Mannheim lebte. Er hatte an paranoider Schizophrenie und Anpassungsstörungen gelitten. Die Tatwaffen (eine Doppelflinte und eine Repetierwaffe) hatte der Täter wenige Tage vor der Tat bei einem Händler in Wien unter den Angaben besorgt, einen Jagdschein machen zu wollen. Neben den zwei am Tatort sichergestellten Waffen fand die österreichische Polizei eine dritte Waffe in einem bei seinem Aufenthalt in Österreich angemieteten Zimmer. Die dritte Waffe wurde ihm von einer Privatperson verkauft. Er besaß keine waffenrechtlichen Erlaubnisse (Waffenbesitzkarte oder Waffenschein). Waffen der Kategorie C sind in Österreich an Volljährige frei verkäuflich.
Die Veranstaltung im Hörsaal war ein Tutorium des Studiengangs des Täters, gehörte aber nicht zu dessen Lehrveranstaltungen. Die Wohnung des Täters wurde kurze Zeit nach der Tat durchsucht und es wurden Beweismittel sichergestellt. In einem Rucksack hatte der Mann Kaufbelege für zwei Waffen und rund 150 Schuss Munition bei sich.
Die Ermittlungsgruppe Botanik der Polizei geht abschließend von einer beim Täter diagnostizierten Narzisstischen Persönlichkeitsstörung als Hauptursache aus, die sich in Verbindung mit geringem Selbstwertgefühl und  „in seiner Vorstellungswelt erlebten Kränkungen“ während des Studiums als Motivation darstellt.
Die Ermittlungen gegen die Waffenverkäufer wurden im August 2022 eingestellt, weil der Verkauf legal war. Auch konnte kein Mittäter festgestellt werden.

## Reaktionen
Bundeskanzler Olaf Scholz (SPD) sagte nach einer Konferenz mit den Ministerpräsidenten in Berlin: „Es zerreißt mir das Herz, solch eine Nachricht zu erfahren“.
Ministerpräsident Winfried Kretschmann (Grüne) drückte nach der Konferenz seine Betroffenheit aus, er stehe an der Seite aller Familien und Angehörigen. „Unsere Polizei ermittelt unter Hochdruck und tut alles dafür, um die Hintergründe der Tat schnell aufzuklären“.
Baden-Württembergs Innenminister Thomas Strobl (CDU) erklärte: „Geschehnisse wie heute in Heidelberg lassen uns stets geschockt und ratlos zurück, das Unverständnis dominiert die ersten Stunden. Wir wurden heute mit einer schrecklichen und sinnlosen Gewalttat konfrontiert, bei der ein junger Mann mehrere Menschen in einem Gebäude der Universität mit einer Schusswaffe verletzte und sich anschließend selbst richtete.“
Heidelbergs Oberbürgermeister, Eckart Würzner (parteilos) sagte: „Auf diesem Campus schlägt das Herz der Wissenschaftsstadt Heidelberg. Menschen aus aller Welt studieren, forschen und arbeiten dort an Lösungen für eine bessere Zukunft. Dass in diese Welt ein Gewalttäter eindringt und Menschen schwer verletzt, macht mich und unsere ganze Stadtgesellschaft fassungslos“.
Opferschutzverbände und Kirchen bieten für Verletzte, Angehörige und Zeugen der Tat entsprechende Hilfsangebote an. Innenminister Strobl warb dafür, diese Angebote anzunehmen.

### Gedenkfeier
Mit einer Trauerfeier in der Peterskirche in Heidelberg und einer Schweigeminute hatte die Universität Heidelberg eine Woche nach dem Amoklauf der Opfer gedacht. Zum Gedenken an die getötete 23-jährige Studentin und an ihre drei verletzten Kommilitonen waren die Menschen aufgerufen, um 12.24 Uhr für eine Minute innezuhalten.
„Unsere Seelen sind wund“, sagte Universitätsprediger Helmut Schwier und rief alle, „die hier mit uns medial verbunden sind“, zum Zusammenhalt auf.